# Dasypogon ruficauda
Dasypogon ruficauda là một loài ruồi trong họ Asilidae. Dasypogon ruficauda được Fabricius miêu tả năm 1805. Loài này phân bố ở vùng Cổ Bắc giới.